# 鷹俠 (卡塔爾·霍爾)
卡塔爾·霍爾（英語：Katar Hol）是DC漫畫公司創造的超級英雄，白銀時代的鷹俠。由加德納·福克斯和喬·庫波特創造，第一次出現是在《勇敢和膽量》#34（1961年2月～3月）。

## 人物
不同版本的卡塔爾·霍爾，其經歷和身世也有所不同，但設定上不會差異太大。

### 白銀時代
卡塔爾·霍爾是一位王國的王子，出生於祖國Thanagar，他的父親巴蘭·卡塔爾（Paran Katar）是著名的鳥類學家和發明家。在卡塔爾·霍爾十八歲時，一種叫Gordanians的外星種族入侵Thanagar，企圖搶奪行星，巴蘭要年輕的卡塔爾潛進對方的巢穴中帶回和Gordanians有關的信息，利用這些資料和巴蘭先進的技術，製造了「Nth metal」的戰鬥裝，外型像鷹一樣，卡塔爾利用戰鬥裝和先進武器裝備帶領老鷹男（Manhawks）們驅逐了敵人。
但這並未完全解決問題，有些Thanagar人開始偷學老鷹男的能力技術，導致犯罪數增加。因此Thanagarian政府創建了一個警察部隊，以巴蘭的成就、新的警察部隊開始用他的鷹戰鬥裝和裝備。巴蘭領導這個新的警察部隊，命名為鷹警察（翼人），和他的兒子成為第一個新兵之一。
卡塔爾很快就成為了一個最熟練的鷹警察。當一組名為彩虹的劫匪開始犯案，他和鷹女俠一同跟蹤並要逮捕犯人時，鷹女俠救了卡塔爾的命，因此兩人很快地陷入愛河。幾個星期後，卡塔爾和鷹女俠結了婚，成為了一起工作生活的鷹警察夥伴。
經過十多年的婚姻和力量，在1959年為了捕獲的犯罪者Byth而來到地球，他們對自己的使命感到很高興，中天市（DC虛構城市）警察署專員喬治·艾米特告訴卡塔爾他們的地球起源。在Emmett的幫助下，卡塔爾接手了地球的博物館館長。當捉到犯人且將他送回Thanagar行星後，他和鷹女俠選擇留在地球上與當局工作，學習人類的警察方式。成為鷹俠和鷹女孩（後來的鷹女俠）這兩個超級英雄，在地球打擊犯罪，包括實力非凡的超能敵人。
在20世紀60年代初卡塔爾加入了美國正義聯盟，常和結識的原子俠爭吵，也不同意綠箭俠的「權威質疑」。卡塔爾正要離開聯盟時，Thanagar人不幸感染了瘟疫，使得他們的身體產生變異，後來在正義聯盟的幫助下解決。
但之後瘟疫問題仍未解決，Thanagar人為此採取行動到南門二的阿爾法星打仗，迫使卡塔爾和鷹女孩必須面臨戰鬥或是反對祖國，後來Thanagar人認定讓兩人成為地球流放者。這段時間鷹女孩給自己取了「鷹女俠（Hawkwoman）」這個正式名字。
白銀時代卡塔爾和鷹女俠的關係保持不變，曾將超人帶到氪星過（現在是氣體行星）。
短暫加入國際正義聯盟，和原子俠聯手。

### 後鷹世界
卡塔爾·霍爾的聲望格式化，短劇《Hawkworld》由提摩西·杜魯門在1989年重啟，為後來定期從1990至1993年的同名系列，也是當時Hawkman（第3卷），從1993年至1996年。

### 新52
DC漫畫於2011年的重新啟動計畫新52時，卡塔爾·霍爾被重新在DCU's《鹰侠》出現使用的名稱是卡特·霍爾，他的起源尚未得到充分解釋，因為他似乎不知道他的外星人的產物。《Issue》#0解釋，卡塔爾·霍爾曾是Thanagarian種族中相當自豪的成員，和其他人不同的是，卡塔爾得到了國王普魯威斯（Provis）和兒子的情人（公主）的信賴。他是一個和平主義者，希望找到結束百年戰爭的方法，他說服了國王舉行一次和平會議，然而Daemonites利用了這一點來傳播一種致命的疾病，迅速摧毀所有Thanagarians的翅膀，並殺害了他們的國王，成為新的統治者。普魯威斯兒子和卡塔爾的領養兄弟哥薩（Corsar）開始相信只有Nth Metal可以拯救他們，但也因為這對力量的追求而犧牲了數百人的生命。當時卡塔爾的翅膀意外地被融合，成為一件完整的戰鬥裝和再生的翅膀，但看到他的領養兄弟精神錯亂，因此卡塔爾拒絕將力量分配給他，導致哥薩死亡，鷹女俠便誓言追捕他，還責備卡塔爾使父親去世，卡塔爾偷了一艘船離開並在地球墜毀.。後來被動物俠襲擊，這個版本的卡塔爾是被鋼人、人皮獸和黑蘭花殺害。

## 能力
- 身後有著象徵般的羽翼，具有飛行、鷹吶喊能力。
- 強化戰鬥力，視力和聽力，能忍受電力。
- 和鳥心靈感應或召喚的能力。
- 攜帶有數根可產生雷電的N金屬棒為武器，也可抵抗魔法。

## 其他媒體

### 電影
- DC擴展宇宙：由艾迪士·荷治飾演。
  - 《黑亞當》（2022年）

## 相關人物
- 鷹女俠